# Bình Dương (xã)
Bình Dương là một xã thuộc tỉnh Gia Lai, Việt Nam.

## Địa lý
Thị trấn Bình Dương có vị trí địa lý: 
- Phía nam và đông nam giáp xã Mỹ Phong
- Phía bắc giáp các xã Mỹ Lộc và Mỹ Châu
- Phía đông giáp xã Mỹ Lợi.

Thị trấn Bình Dương có diện tích 6,92 km², dân số năm 2019 là 5.420 người, mật độ dân số đạt 783 người/km², có tỉnh lộ 632 và Quốc lộ 1 đi qua.

## Hành chính
Thị trấn Bình Dương được chia thành 4 khu phố: Dương Liễu Đông, Dương Liễu Tây, Dương Liễu Nam, Dương Liễu Bắc.

## Xã hội
Hệ thống trường học:
- Cấp mầm non: Trường mẫu giáo thị trấn Bình Dương (ở thôn Dương Liễu Tây)
- Cấp 1: Trường Tiểu học Bình Dương (ở trung tâm thị trấn)
- Cấp 2: Trường Trung học cơ sở thị trấn Bình Dương (ở thôn Dương Liễu Nam)
- Cấp 3: Trường THPT số 2 Phù Mỹ (ở trung tâm thị trấn), Trường THPT Bình Dương (thôn Dương Liễu Tây)

Khác: sân vận động thị trấn (trước Trường Trung học cơ sở thị trấn Bình Dương).